# Mikroregion Euclides da Cunha

Mikroregion Euclides da Cunha

Mikroregion Euclides da Cunha – mikroregion w brazylijskim stanie Bahia należący do mezoregionu Nordeste Baiano. Jego powierzchnia wynosi 17.301,40750 km²

## Gminy
- Cansanção
- Canudos
- Euclides da Cunha
- Monte Santo
- Nordestina
- Queimadas
- Quijingue
- Tucano
- Uauá